# Thập niên 400

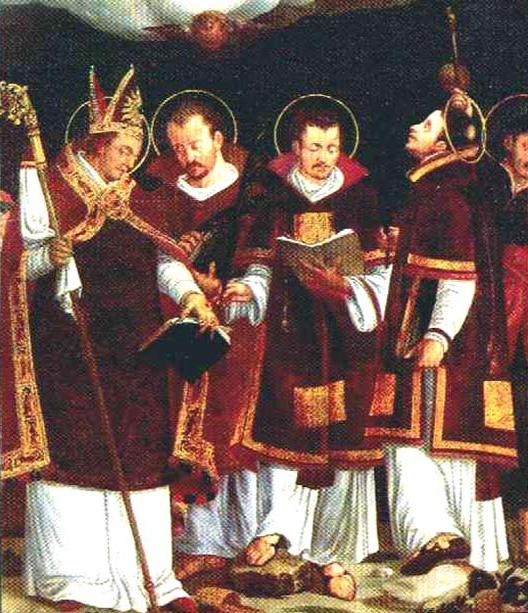
Vigilius and companions-Naurizio

Thập niên 400 hay thập kỷ 400 chỉ đến những năm từ 400 đến 409.